# Таш-Кыя (Баткенская область)
Таш-Кыя (кирг. Таш-Кыя) — село в Кадамжайском районе Баткенской области Кыргызстана. Административно подчинено администрации города Кадамжай.

## География
Село расположено в восточной части области, на левом берегу реки Шахимардан, вблизи государственной границы с Узбекистаном, у северо-западной окраины города Кадамжай, административного центра района. Абсолютная высота — 1007 метров над уровнем моря.

## Население
Согласно оценочным данным Национального статистического комитета Кыргызской Республики, численность населения села на начало 2023 года составляла 1548 человек.
| год     | 2009 | 2014 | 2015 | 2020 | 2021 | 2023 |
| ------- | ---- | ---- | ---- | ---- | ---- | ---- |
| человек | 1146 | 1387 | 1379 | 1646 | 1715 | 1548 |